# 南北行公所

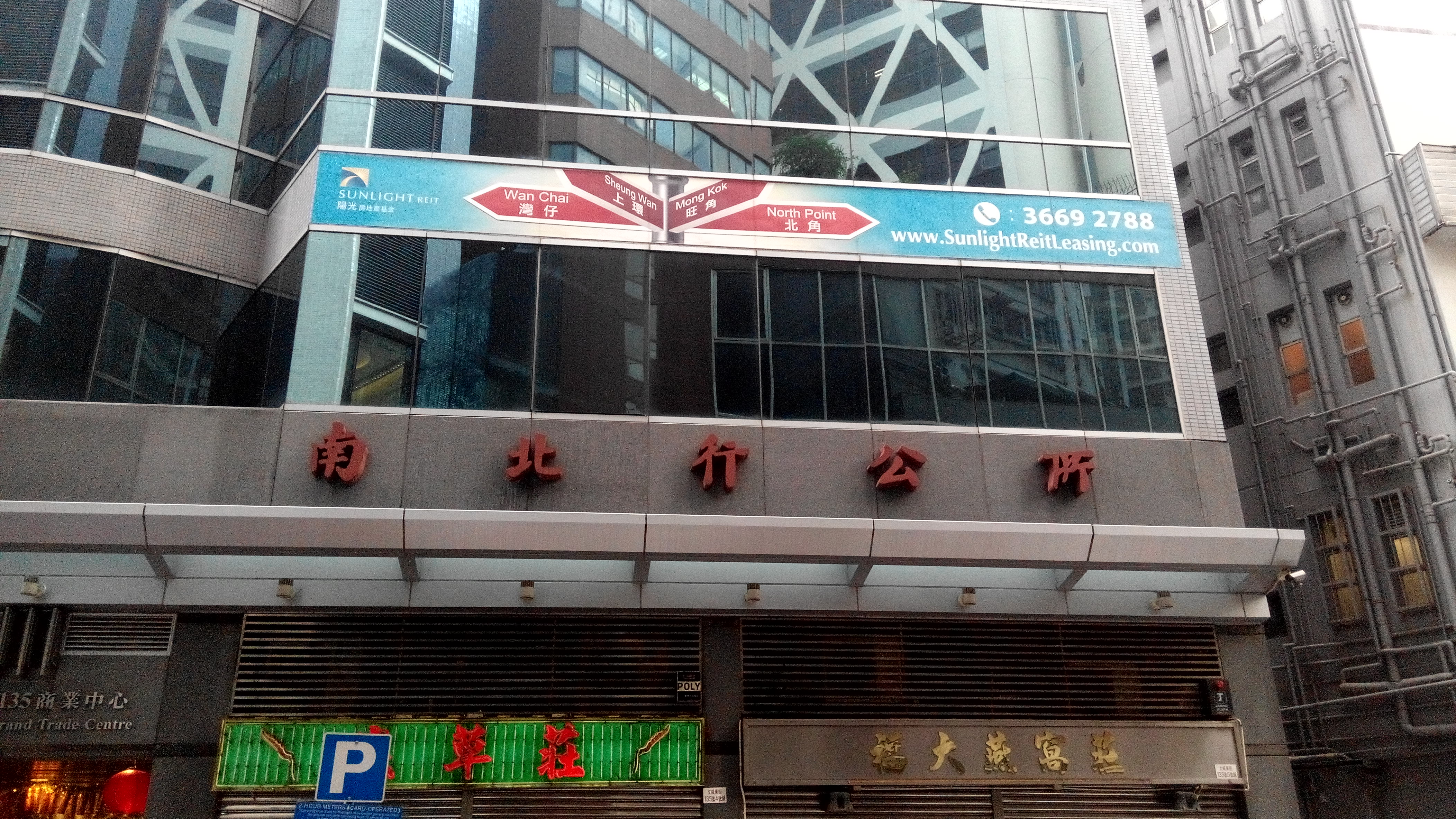
南北行公所

香港南北行公所（英語：Nam Pak Hong Union），現稱南北行商會，是香港第一個華人商會組織，會址現在香港島上環文咸西街。

## 歷史
南北行公所由南北行龍頭商號元發行暹羅潮籍高滿華聯同潮籍的陳煥榮（乾泰隆行） 、陳殿臣（元發行）；粵籍的招雨田（廣茂泰行）、馮平山（兆豐行）；閩籍的胡鼎三、吳理卿等華商合議，於1868年成立，用以排除不同鄉籍華商間的矛盾和糾紛，並維持南北行各業之間的公平競爭。初時稱為「公所」，後改稱「南北行公所」。公所成立後，推選招雨田為第一屆主席。
在1920年，訂出《南北行例》，規定行內守則，聘更練維持治安，及負責滅火消防等。
南北行公所位於文咸東街，正門面向文咸西街，門框的橫匾刻有由順德陳如柏書寫「公所」二字，旁有「同治八年南北行建」等字，門聯：「利藪南州萃、恩波北闕深」。在1952年，南北行公所由一幢兩層高的紅磚屋改建成一幢樓高四層的大廈。1997年與地產商合作再重建，公所與相鄰4幢樓宇重建成一幢高層大廈，於2000年落成入伙。公所擁有大廈其中四層，五樓用作會址，會址自成立一直沿用至今。

## 鄰近
- 南洋商業銀行南島大廈
- 永樂街

## 外部連結
- 南北行公所 官方網址
- 《香港市區文化之旅》ISBN 9621420903